# La Roche-Cotard
La Roche-Cotard ist eine archäologische Fundstätte im Tal der Loire am Rande der Gemeinde Langeais (Département Indre-et-Loire, Region Centre-Val de Loire) im Zentrum von Frankreich, rund 20 Kilometer flussabwärts von Tours. Es sind insgesamt vier benachbarte Fundstellen, darunter die gleichnamige Höhle (auch: La Roche-Cotard I, gelegentlich: La Grotte d’Achon). Die Fundstätte wurde in Fachkreisen international bekannt, nachdem die rund 75.000 Jahre alte, sogenannte Maske von La Roche-Cotard wissenschaftlich beschrieben worden war. Aufgrund ihres Alters werden die Maske sowie andere Artefakte aus der Fundstätte dem Neandertaler zugeschrieben, da Europa erst vor rund 45.000 Jahren von anatomisch modernen Menschen (Homo sapiens) besiedelt wurde.

## Entdeckung und erste Funde

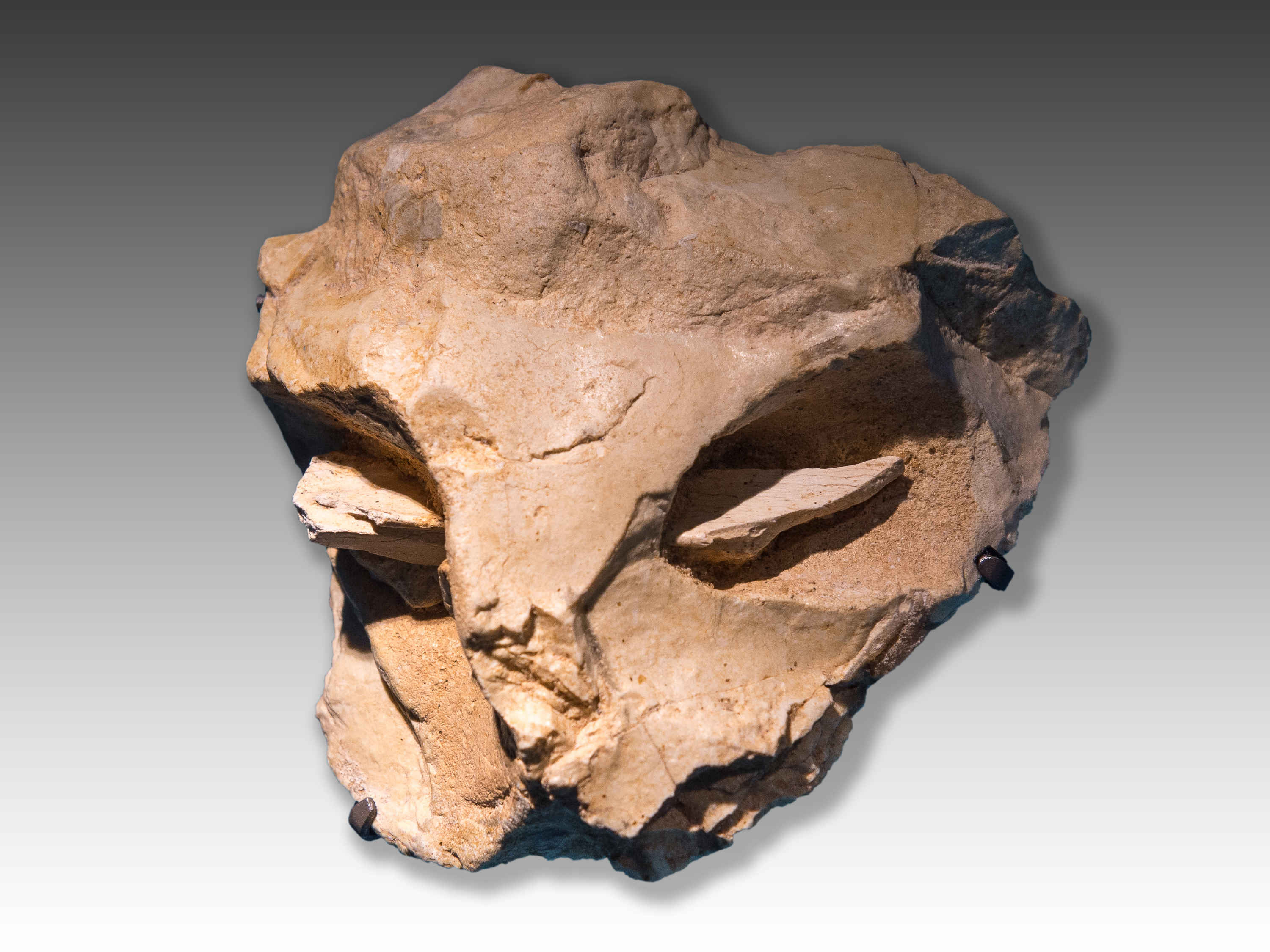
Maske von La Roche-Cotard aus der Fundstelle La Roche-Cotard II

Die Höhle La Roche-Cotard I besteht aus vier niedrigen Kammern, bezeichnet als Moustérien-Galerie, Kammer der Lemminge, Säulen-Kammer und Hyänen-Kammer, die sich von Ostsüdost nach Westnordwest aneinanderreihen. Der heutige Eingang führt in die Moustérien-Galerie, deren Boden auf 49,2 Meter Höhe NGF (bezogen auf das Nivellement général de la France) liegt. Die heute rund 60 Meter lange Höhle entstand in Tuffstein aus dem Turonium, einer Stufe der Oberkreide. Die genaue Größe des Höhlensystems ist unbekannt, da am Ende der Hyänen-Kammer die Decke eingestürzt ist.
Der ursprüngliche Eingang zur Höhle war jahrtausendelang verschüttet, erst 1846 wurde bei Steinbrucharbeiten für den Bau der Eisenbahnlinie Tours – Angers zufällig die heutige Öffnung geschaffen. Nach der Jahrhundertwende grub der Besitzer des Geländes, François d’Achon, nahezu alle in der Höhle lagernden Sedimente aus und berichtete 1913 in einer Fachzeitschrift, dass in ihnen ausschließlich Steinwerkzeuge aus der Epoche des Moustérien zutage getreten waren. Von 1975 bis 1978 und danach ab 2008 wurde die Höhle erneut erkundet, dabei entdeckten die Forscher, dass im Eingangsbereich der Höhle ein dicker, jedoch nur 4 × 2 Meter großer Rest an Sediment erhalten geblieben war. Erneut wurden aber keine Hinweise auf eine Nutzung der Höhle in jüngerer Zeit entdeckt.
Ferner wurden in der Nähe der Höhle drei weitere archäologische Fundstellen mit Bezug auf die Neandertaler entdeckt: zunächst La Roche-Cotard II (LRC II), unterhalb des Höhleneingangs, am Fuß einer Felswand am rechten Ufer der Loire – hier wurde 1975 die Maske aus dem Moustérien freigelegt und im Jahr 2000 erstmals wissenschaftlich beschrieben. La Roche-Cotard III ist eine kleine, niedrige Halbhöhle unmittelbar östlich von LRC I und LRC II; sie barg einige geschliffene Feuersteine aus dem Moustérien und eine sehr reiche Wirbeltierfauna, die dort von Hyänen abgelegt worden war. La Roche-Cotard IV schließlich ist eine sehr kleine Höhle unmittelbar östlich von LRC III, in der bei Ausgrabungen ebenfalls Steinwerkzeuge sowie u. a. Knochen von größeren Säugetieren geborgen wurden. Einige dieser Langknochen weisen Beschädigungen durch Schlag- und Schnittspuren sowie Brandspuren auf, die im Jahr 2019 auf Eingriffe durch Neandertaler zurückgeführt wurden, datiert in die Zeit vor rund 80.000 bis 60.000 Jahren.

## Gravuren in der HöhleLa Roche-Cotard I

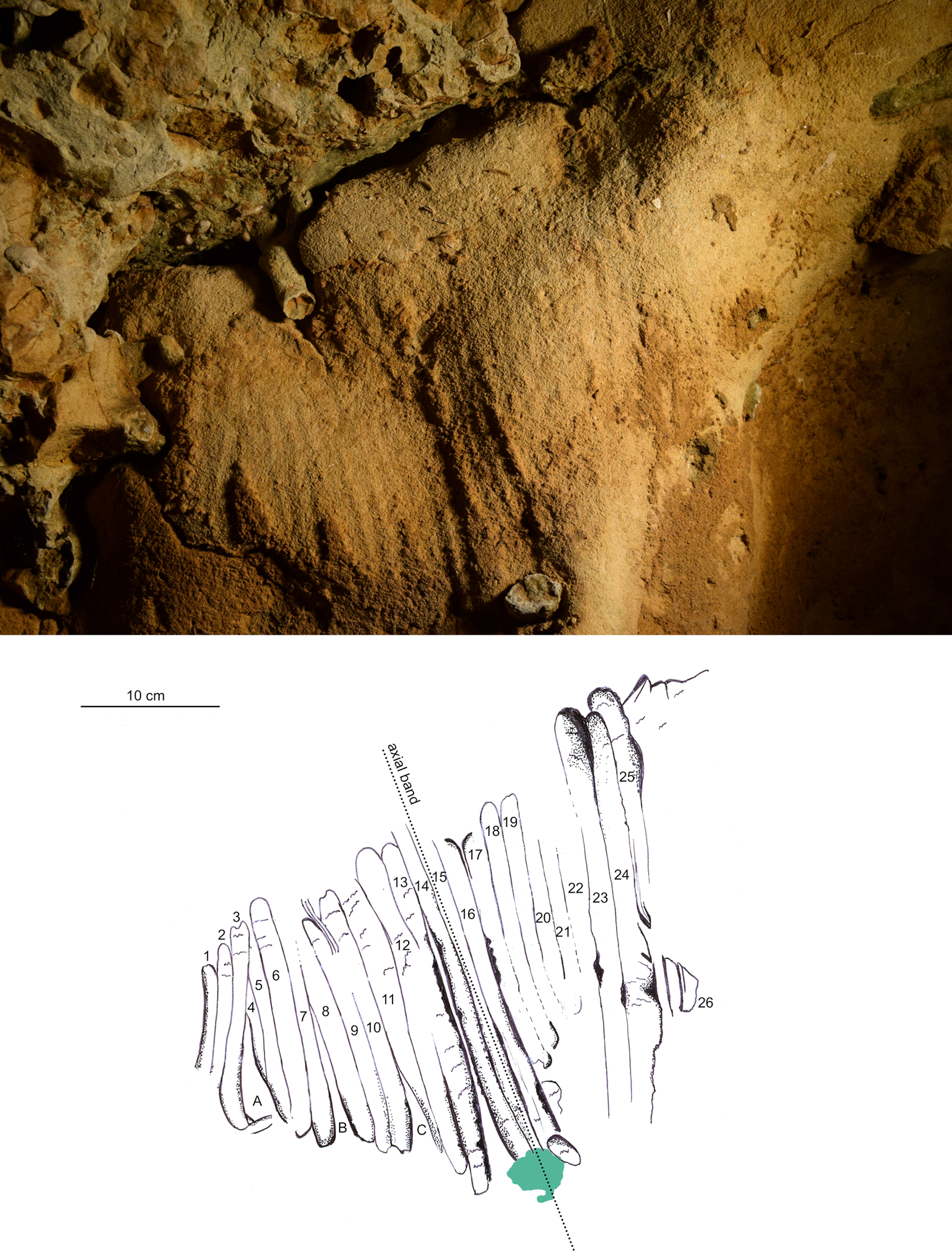
Das sogenannte dreieckige Feld: 60 cm breit, 50 cm hoch; 25 Furchen, von oben nach unten gezogen, jeweils 10 bis 15 mm breit

Im Jahr 2014 beschrieben die langjährigen Leiter der Ausgrabungen, Jean-Claude Marquet und Michel Lorblanchet, in der Fachzeitschrift Paléo vier Felder („panels“) mit Gruppen von flachen, länglichen Furchen oder punktförmigen Vertiefungen an einer Wand der Höhle La Roche-Cotard I. Diese Abdrücke seien als Folge des Abtragens von Material (vermutlich von Hand) auf der verwitterten Tuffsteinwand entstanden, die von einer dünnen Schicht aus schluffigem Ton bedeckt ist. Auf einem der Felder sei u. a. eine kreisförmige Linie zu sehen, auf zwei anderen eine Reihe von parallelen Linien. Es seien auch vier Flecken aus rotem Ocker entdeckt worden. Eine direkte Datierung dieser Markierungen war damals nicht möglich. Das Ausmaß ihrer Verwitterung mache es jedoch unwahrscheinlich, argumentierten die Forscher damals, dass die Linien erst in jüngerer Zeit – nach Öffnung der Höhle im Jahr 1846 – entstanden sind. Plausibler sei es daher, die Markierungen den Neandertalern zuzuschreiben.
Im Juni 2023 wurden in einem Artikel in der Fachzeitschrift PLoS ONE zahlreiche weitere Gravuren an Wänden der Höhle La Roche-Cotard I beschrieben, die dieser Studie zufolge vermutlich 57.000 ± 3.000 Jahre, mindestens aber 51.000 Jahre alt sind. Diese Datierung ergab sich aufgrund der Auswertung von Sedimenten, deren jüngste Einträge in die Höhle mit dem Zeitpunkt ihrer Verschüttung korreliert wurden. Die Gravuren wurden den Analysen zufolge mit den Fingern in die Wand gekratzt und verteilen sich nicht über die gesamte Höhle, sondern wurden in acht Feldern unterschiedlicher Gestaltung in der Säulen-Kammer geschaffen: beispielsweise eine Gruppe von 36 parallel verlaufenden Fingerspuren, die von oben rechts nach unten links gezogen wurden. Eine zweite Gruppe besteht aus 63 Fingerspuren, von denen jeweils mehrere parallel zueinander verlaufen. Eine weitere Gruppe besteht aus mehreren Spitzbögen. Die Autoren der Studie sind sich sicher, die vorzeitlichen Spuren anhand ihrer Färbung von den in der Höhle ebenfalls vorhandenen Kratzern aus dem 19. und 20. Jahrhundert unterscheiden zu können. Hierzu wurden u. a. in mehreren Experimenten Linien in eine vergleichbare Wand einer benachbarten Höhle graviert, anschließend photometrisch analysiert und gleichartige Analysen auch an den Spuren in der Höhle vorgenommen.

## Belege
1. ↑  Jean-Claude Marquet, Michel Lorblanchet, Christine Oberlin, Edit Thamo-Bozso und Thierry Aubry: New dating of the "mask" of La Roche-Cotard (Langeais, Indre-et-Loire, France). In: Paleo. Band 27, 2016, S. 253–263, doi:10.4000/paleo.3278.
2. ↑  Jean-Claude Marquet, Michel Lorblanchet: Le „Masque“ moustérien de La Roche-Cotard, Langeais (Indre-et-Loire). In: Paléo. Nr. 12, 2000, ISSN 1145-3370, S. 325–338, doi:10.3406/pal.2000.1605.
3. ↑   Jean‑Claude Marquet, Jean‑Jacques Macaire et al.: Le site préhistorique de la Roche‑Cotard IV (Indre-et-Loire, France): une séquence du pléistocene moyen et supérieur, référence pour le val de Loire tourangeau. In: Quaternaire. Band 30, Nr. 2, 2019, S. 185–209, doi:10.4000/quaternaire.11746.
4. ↑   Jean-Claude Marquet, Michel Lorblanchet, Yves Egels, José Esquerre-Pourtère, Maria-Sibylla Hesse: Les productions à caractère symbolique du site moustérien de La Roche-Cotard à Langeais (Indre-et-Loire, France) dans leur contexte géologique. In: Paléo. Nr. 25, 28. Dezember 2014, ISSN 1145-3370, S. 169–194, doi:10.4000/paleo.2780 (openedition.org [abgerufen am 6. Juli 2023]).
5. ↑  Jean-Claude Marquet et al.: The earliest unambiguous Neanderthal engravings on cave walls: La Roche-Cotard, Loire Valley, France. In: PLOS ONE. Band 18, Nr. 6, 2023, e0286568, doi:10.1371/journal.pone.0286568.

Koordinaten: 47° 20′ 13″ N, 0° 25′ 51″ O